# Bohumil Kubát (politik)
Bohumil Kubát (5. dubna 1956 Praha – 13. června 2017) byl český a československý politik Občanského fóra a Občanské demokratické aliance, po sametové revoluci český ministr zemědělství.

## Biografie
V roce 1980 absolvoval Vysokou školu veterinární v Brně. Byl zaměstnán jako vedoucí provozu zpracovatelské činnosti v Pražských drůbežářských závodech Xaverov, později jako hlavní zootechnik Zemědělské správy Bražec. Od roku 1983 pracoval v Plemenářském podniku Kladruby nad Labem, od roku 1985 na pozici zootechnika a vedoucího úseku živočišné výroby v JZD Vlčí Habřina. Od roku 1987 pracoval v Ústavu sér a očkovacích látek v Praze. Publikoval v odborném tisku, prosazoval zlepšení podmínek chovu hospodářských zvířat. Od března 1990 byl odborným pracovníkem odboru ochrany přírody na ministerstvu životního prostředí České republiky. Byl ženatý, měl tři děti.
Po sametové revoluci se zapojil do politiky. 29. června 1990 byl jmenován ministrem zemědělství ve vládě Petra Pitharta. Portfolio si udržel do konce existence této vlády, tedy do 2. července 1992. Do vlády usedl za Občanské fórum, po jeho rozpadu zastupoval ODA, jejímž členem byl od května 1991. Jeho působení v čele rezortu provázely četné kontroverze. Tomáš Ježek působící v téže vládě označuje Kubáta za problematického ministra. Podílel se podle něj například na zmatcích okolo privatizace podniku Plzeňský Prazdroj.
Roku 2001 se podílel se svou firmou Diana na dodávkách potravin na Balkán. V roce 2003 se uvádí, že působí jako konzultant a poradce a využívá své kontakty z politiky k získávání dotací od státu pro místní samosprávy. Ve volbách v roce 2006 neúspěšně kandidoval do poslanecké sněmovny za stranu Nezávislí demokraté, coby lídr kandidátní listiny této formace za volební obvod Plzeňský kraj. Sám ovšem byl bezpartijní.